# 319 î.Hr.

## Decese
- dată necunoscută: Antipater  (n. 397 î.Hr.)